# 小管遗址
小管遗址，位于山东省威海市乳山市乳山寨乡小管村，是中华人民共和国山东省文物保护单位之一。
1992年6月12日，授予山东省文物保护单位，是一座古遗址。